# إريك لارسون (متزحلق)
إريك لارسون (بالسويدية: Erik ”Kiruna-Lasse” Larsson) هو متزحلق سويدي، ولد في 12 أبريل 1912 في كيرونا في السويد، وتوفي في 10 مارس 1982 في Jukkasjärvi ‏ في السويد.

## وصلات خارجية
- إريك لارسون على موقع الاتحاد الدولي للتزلج (التزلج الريفي) (الإنجليزية)
- إريك لارسون على موقع أوليمبيديا (الإنجليزية)
- إريك لارسون على موقع اللجنة الأولمبية السويدية (السويدية)